# Erikas
Erikas ist ein litauischer männlicher Vorname (abgeleitet von Erik).

## Personen
- Erikas Mačiūnas (* 1955), Arzt und Politiker
- Erikas Tamašauskas (* 1957), Politiker, ehemaliger Bürgermeister von Kaunas und stellvertretender Vorsitzender des Seimas